# Sobrevivencialismo
Sobrevivencialismo é um movimento de grupos ou indivíduos (chamados sobrevivencialistas ou preparadores) que estão ativamente preparando-se para emergências, até em caso de possíveis rupturas na ordem política e social local, regional, nacional ou internacional. Os sobrevivencialistas normalmente preparam-se para se antecipar a esses acontecimentos por meio de treinamentos, armazenamento de água e comida, preparação para autodefesa e autossuficiência, e/ ou construindo estruturas que os ajudarão a sobreviver ou desaparecer (ex.: refúgios de sobrevivência ou abrigos). É um movimento predominante nos Estados Unidos e por isso sua nomenclatura é fundamentada no inglês, assim como suas principais preocupações são relacionadas com riscos existentes naquele país.
As rupturas frequentemente citadas pelos sobrevivencialistas são: catástrofes naturais, catástrofes provocadas pela humanidade, ruptura na ordem social e política, colapso geral da sociedade, colapso da economia e emergências sanitárias.

## História

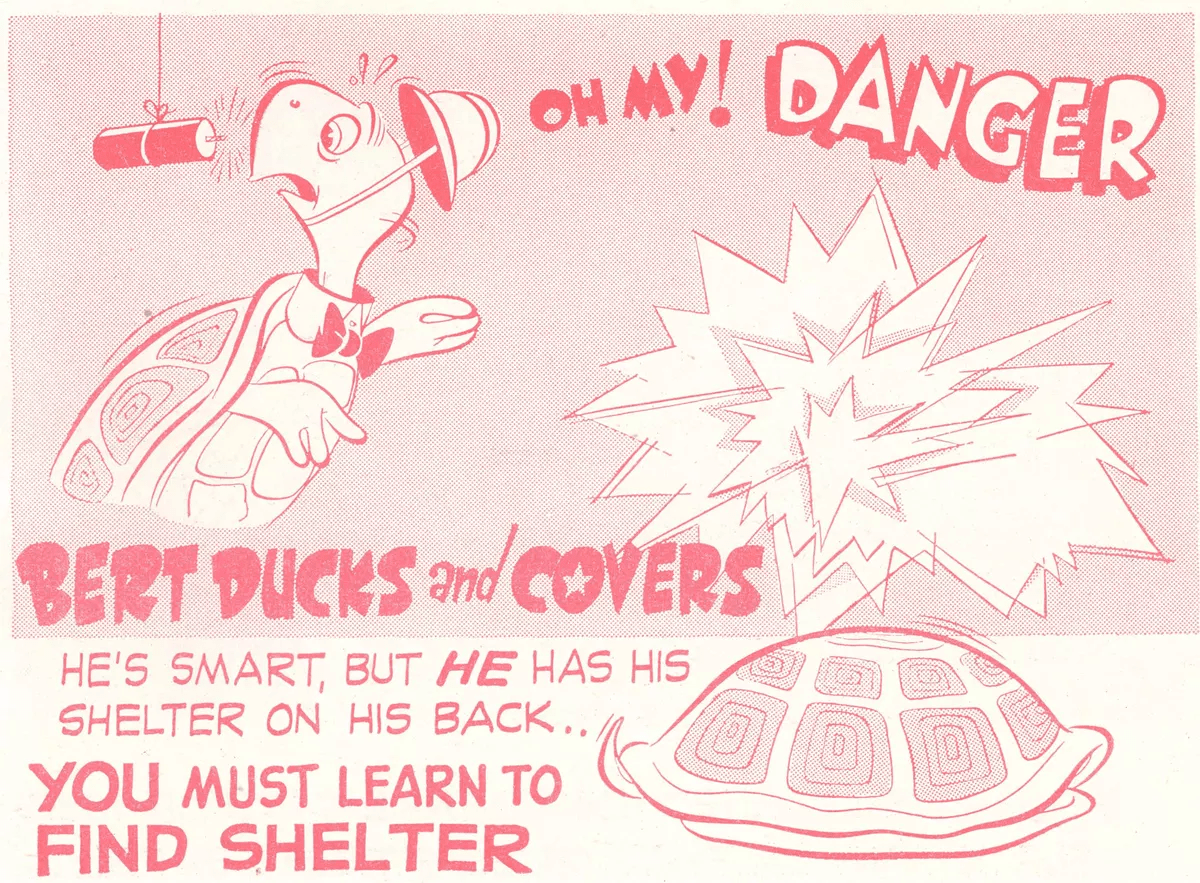
Poster da série Duck and Cover

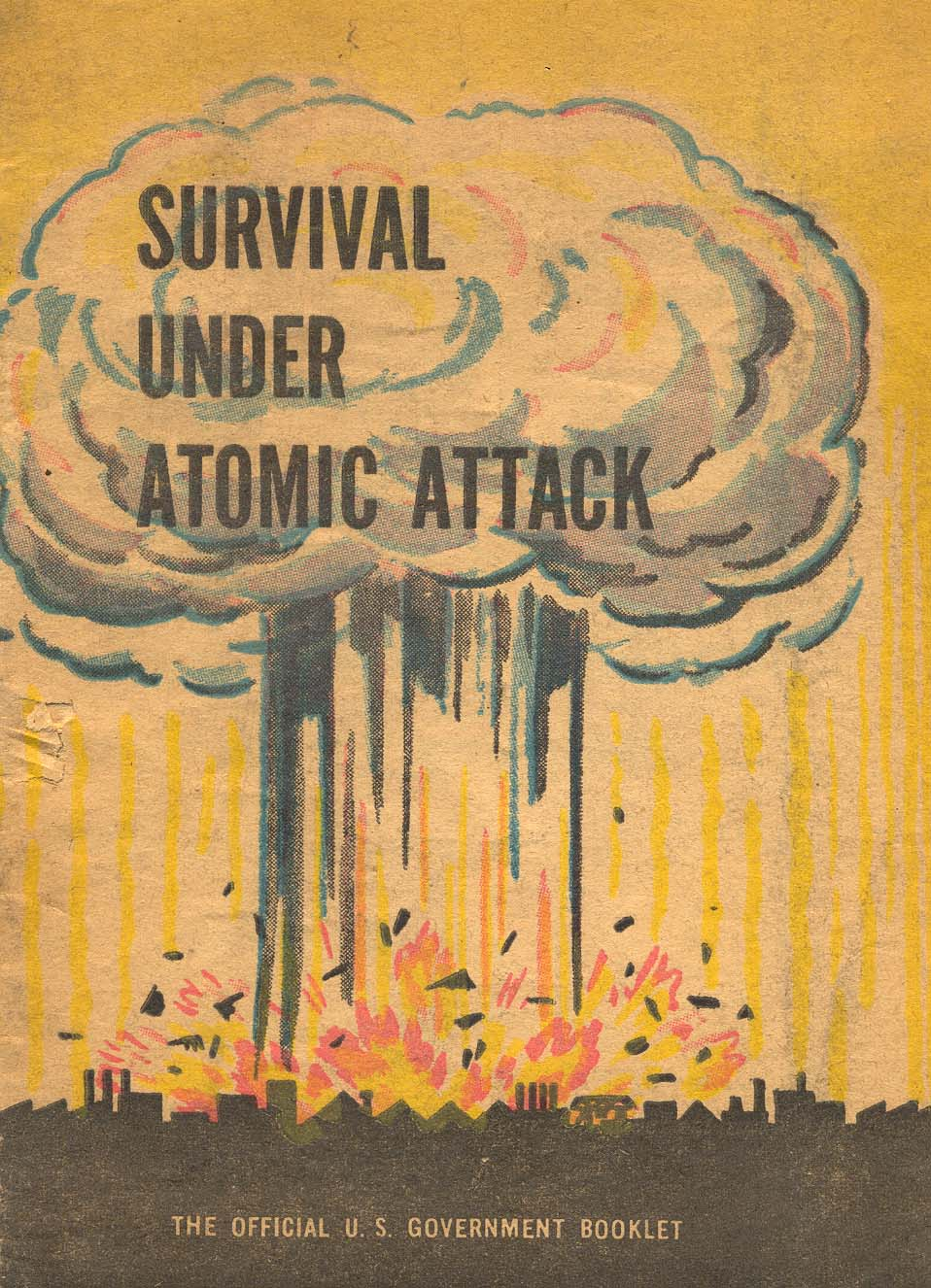
Uma cópia de Survival Under Atomic Attack(Sobrevivendo a um ataque atômico), uma publicação da Defesa Civil norte-americana

As origens do movimento sobrevivencialista moderno são variadas, podendo incluir políticas de governo, ameaças de guerra nuclear, crenças religiosas, livros de alerta para colapsos econômicos e sociais, tanto não fictícios como de ficção apocalíptica e pós-apocalíptica.
Nos EUA e Europa Ocidental os programas governamentais de defesa civil da época da Guerra Fria estimulavam a construção de abrigos nucleares públicos e treinamento para crianças, como por exemplo a série "Duck and Cover" (nos EUA). Outros exemplos que podem ser citados são a Igreja de Jesus Cristo dos Santos dos Últimos Dias orienta seus fiéis a estocarem pelo menos três meses de comida para eles e suas famílias, assim como a Igreja Adventista do Sétimo Dia convida os filhos dos fiéis a participarem dos Clubes de Aventureiros (http://www.adventistas.org/pt/aventureiros/) e de Desbravadores onde recebem treinamento para sobreviver no campo.[carece de fontes?]
A Grande Depressão que se seguiu à quebra da Bolsa norte-americana em 29 de outubro de 1929 disparada por uma contração deflacionária do crédito é frequentemente citada pelos sobrevivencialistas como um exemplo da necessidade de estar preparado.
No Brasil o movimento sobrevivencialista é incipiente, resumindo-se a alguns poucos sítios na internet e poucos membros ativos.[carece de fontes?]

### Anos 1960
Com o aumento da inflação dos anos 1960 e a iminente desvalorização monetária norte-americana (prevista por Harry Browne em seu livro de 1970 How You Can Profit from the Coming Devaluation) , bem como a preocupação constante com uma possível guerra nuclear entre os Estados Unidos e a União Soviética e o aumento da vulnerabilidade dos centros urbanos em suprir a escassez de suprimentos e outras falhas de sistema, uma série de pensadores libertários e conservadores começaram a sugerir que seria sensato investir em preparações individuais. Browne começou a oferecer seminários sobre como sobreviver ao colapso monetário de 1967, junto a Don Stephens, um arquiteto, provendo informações sobre como construir e equipar um retiro de sobrevivência.
Artigos sobre o assunto começaram a aparecer em publicações libertárias editadas em pequenas distribuições como The Innovator e Atlantis Quarterly. Foi nesse período que Robert D. Kephart começou a publicar o Inflation Survival Letter, posteriormente renomado como Personal Finance. O jornal incluiu uma seção sobre preparação pessoal escrita por Stephens durante vários anos.

### Anos 1970
Na década de 1970, Howard Ruff também alertou sobre o colapso socioeconômico em seu livro de 1974, Famine and Survival in America. O livro de Ruff foi publicado durante um período de inflação galopante, na esteira da crise do petróleo de 1973. A maioria dos elementos do sobrevivencialismo pode ser encontrada lá, incluindo o aconselhamento relativo à armazenagem de alimentos. O livro também defendeu a tese de que os metais preciosos, como ouro e prata, têm um valor intrínseco que os torna mais utilizáveis no caso de um colapso socioeconômico do papel-moeda. Ruff posteriormente publicou variações mais leves sobre os mesmos temas, como How to Prosper During the Coming Bad Years, um best-seller em 1979.
Boletins e livros sobre o tema sobrevivência se seguiram à publicação do primeiro livro de Ruff. Em 1975, Kurt Saxon começou a publicar um boletim mensal, tamanho tabloide chamado de The Survivor, que combinou editoriais de Saxon com reimpressões do século XIX e obras do início século XX sobre tecnologias antigas, pioneirias e técnicas diversas. Kurt Saxon iniciou o uso do termo sobrevivencialista para descrever o movimento.
Na década anterior, o consultor sobre preparação, o vendedor de livros de sobrevivência e autor Don Stephens, da Califórnia, popularizou o termo retreater para descrever os membros do movimento, referindo-se aos preparativos para abandonar as cidades para um lugar remoto ou para um abrigo de sobrevivência ("survival retreat") quando a sociedade entrasse em colapso. Em 1976, antes de ir para a região interior noroeste dos EUA, ele e sua esposa publicaram The Survivor's Primer & Up-dated Retreater's Bibliography.
Por um tempo, na década de 1970, os termos sobrevivencialista e retreater foram usados como sinônimos. Quando o termo retreater finalmente caiu em desuso muitos dos que o adotavam entendiam que retreater referia-se a uma aproximação mais racional, menos conflituosa e que remetia a busca de "invisibilidade" enquanto sobrevivencialismo apresentava uma visão mais sensacionalista, mediatizada e combativa, no estilo "atire nos saqueadores".
Um dos boletins de notícias mais importantes sobre sobrevivencialismo e retiros de sobrevivência na década de 1970 foi  Personal Survival ("P.S.") Letter (circa 1977-1982) publicado por Mel Tappan, que também é autor dos livros Survival Guns e Tappan on Survival. O boletim inclui colunas de Tappan bem como Jeff Cooper, Al J. Venter, Bill Pier, Bruce D. Clayton, Rick Fines, Nancy Mack Tappan, J.B. Wood, Dr. Carl Kirsch, Charles Avery, Karl Hess, Eugene A. Barron, Janet Groene, Dean Ing, Bob Taylor, Reginald Bretnor, C.G. Cobb e vários outros escritores, alguns com pseudônimos. A maioria deste boletim girava em torno de seleção, construção e apetrechamento logístico dos retiros de sobrevivência. Após a morte de Tappan, em 1980, Karl Hess assumiu a publicação do boletim, eventualmente renomeando-o como Survival Tomorrow.
Em 1980, John Pugsley publicou o livro The Alpha Strategy (A Estratégia de Alpha), que esteve na lista dos best sellers do jornal The New York Times por nove semanas em 1981. Mesmo após 28 anos em circulação A Estratégia Alpha é considerado uma referência sobre a estocagem de alimentos e produtos domésticos e sobre como lidar com inflação e escassez. Isso fez o livro popular entre os sobrevivencialistas.
Além de cópias impressas de boletins, os sobrevivencialistas da década de 1970 tiveram sua primeira presença online em fóruns BBS e fóruns Usenet sobre retiros de sobrevivência e sobrevivencialismo.

### Década de 1980
O interesse na primeira onda do movimento de sobrevivência atingiu um pico no início de 1980 com o lançamento do livro de Howard Ruff How to Prosper During the Coming Bad Years e a publicação em 1980 do livro Life After Doomsday de Bruce D. Clayton. O livro de Clayton, coincidindo com uma corrida armamentista renovada entre os Estados Unidos e a União Soviética, marcou uma mudança na ênfase dos preparativos feitos pelos sobrevivencialistas que deixaram de se preocupar com o colapso econômico, a fome e a escassez de energia, que eram preocupações na década de 1970, para se preocupar com a guerra nuclear. Também no início de 1980, o escritor de ficção científica Jerry Pournelle foi editor e colunista de Survive, uma revista de sobrevivência, sendo considerado influente no movimento sobrevivencialista. Em 1982 o livro de Ragnar Benson Live Off The Land In The City And Country sugeriu retiros de sobrevivência na área rural tanto como medida de preparação como uma mudança para um estilo de vida mais consciente.

### Década de 1990
O interesse pelo movimento aumentou novamente em 1999 em sua segunda onda, provocada por temores do bug de computador Y2K. Antes foram envidados esforços para reescrever o código de programação de computador para atenuar os seus efeitos e alguns autores como Gary North, Ed Yourdon, Howard James Kunstler e Ed Yardeni anteciparam quedas de energia generalizadas, escassez de alimentos e gasolina e outras emergências que poderiam ocorrer .North e outros deram o alarme porque eles perceberam que as correções do código Y2K não estavam sendo feitas com rapidez suficiente. Embora uma série de autores respondeu a esta onda de preocupação, os livros focados no sobrevivencialismo mais buscados foram Boston on Y2K (1998) pela Boston T. Party e The Hippy Survival Guide to Y2K por Mike Oehler. Este último é um advogado que vive numa casa subterrânea, que também é autor de The $50 and Up Underground House Book, que tem sido muito popular nos círculos de sobrevivencialistas.

### Desde 2000
A terceira e mais recente onda do movimento sobrevivencialista começou depois dos ataques terroristas ao World Trade Center, em Nova York, em 2001 e outros ataques similares em Bali, Madri e Londres. Esse ressurgimento parece ser tão forte quanto a primeira onda de 1970. O medo da guerra combinado com a tomada de consciência sobre desastres ambientais e mudanças climáticas, apagões, incerteza econômica, junto a vulnerabilidade da humanidade depois do tsunami no Oceano Índico em 2004, o furacão Katrina, a gripe suína e aviária, o tsunami no Japão em 2011 e recentemente as transformações climáticas e o maior surto de Ebola da história, fizeram uma vez mais o sobrevivencialismo popular. A preparação é fundamental uma vez mais nas preocupações de muitas pessoas, que agora buscam estocar suprimentos, o ganho de habilidades úteis, desenvolver contatos com outras pessoas de visões semelhantes e reunir o máximo de conselhos e informação possível.
Muitos livros foram publicados nos últimos anos oferecendo conselhos de sobrevivência para vários desastres em potencial, que vão desde uma escassez ou queda de energia ao terrorismo nuclear ou biológico. Além dos livros dos anos 70 sobre sobrevivencialismo, blogs e fóruns da Internet são formas populares de divulgação de informações sobre o sobrevivencialismo. Sites e blogs de sobrevivência online são veículos para discutir sobre sobrevivência, retiros de sobrevivência e ameaças emergentes, e lista de grupos de sobrevivencialismo.
Os problemas econômicos resultantes do colapso do crédito desencadeado pela crise de empréstimos hipotecários subprime nos EUA, em 2007, e a escassez global de grãos levaram um grupo mais amplo da população a se preparar. James Wesley Rawles, editor do SurvivalBlog e autor do romance de sobrevivência Patriots: A Novel of Survival in the Coming Collapse, foi citado pelo New York Times em abril de 2008, dizendo que o "interesse no movimento sobrevivencialista está experimentando seu maior crescimento desde o final dos anos 1970". Em 2009, ele também foi citado pela Associated Press dizendo: "Há tantas pessoas que estão preocupadas com a economia que há um interesse enorme em preparação, e isso é muito bonito, pois cruza todas as linhas sociais, econômicas, políticas e religiosas. Há uma curva de aprendizagem que está ocorrendo agora."
O advento da gripe suína H1N1 em 2009 aumentou o interesse no sobrevivencialismo ainda mais, e aumentou significativamente as vendas de livros sobre preparação e fez sobrevivencialismo mais popular. Os acontecimentos recentes, como o terremoto no Haiti, o derramamento de petróleo da BP, e o terremoto japonês e do tsunami revitalizaram a comunidade sobrevivencialista.
Estes acontecimentos levaram Gerald Celente, fundador do Trends Research Institute, a identificar uma tendência que ele chama de "neo-sobrevivencialismo". Ele explicou este fenômeno em uma entrevista de rádio com Jim Puplava em 18 de dezembro de 2009: "Quando você retorna para os últimos e deprimentes dias nos quais nós estávamos em um "survival mode", o último foi o bug do milênio, claro, mas antes, nos anos 1970, o que acontecia é que você só via um elemento sobrevivencialista, sabe, a caricatura, aquele cara com um AK-47 indo em direção as montanhas, com munição o suficiente e carne de porco e feijão enlatado, para vencer a tempestade. Isto é bem diferente daquilo: estamos vendo pessoas comuns fazendo movimentos inteligentes e se movendo em direções inteligentes para se prepararem para o pior. (...) sobrevivencialismo em cada caminho possível. Cultivo próprios, auto-sustentabilidade, fazendo tanto quanto pode para dar o seu melhor e isso acontece na área urbana, suburbana e rural. E isso também significa tornar-se cada vez mais firmemente comprometidos com seus vizinhos, seu bairro, trabalhando em conjunto e entender que estamos todos juntos nessa e que quando ajudamos uns aos outros, é o melhor caminho." Este último aspecto é destaque no The Trends Research Journal: "O espírito comunal inteligente implantado é o valor central do neo-sobrevivencialismo".

## Cenários e perspectivas sobrevivencialistas
As rupturas frequentemente citadas pelos sobrevivencialistas são as seguintes:
Catástrofes naturais
1. movimentos tectônicos e suas consequências (terremotos, tsunamis, vulcões, etc.);
2. mudanças climáticas e suas consequências (alterações do clima e da temperatura terrestre, nevascas, furacões, tornados, tempestades severas, secas, enchentes, aumento do nível dos oceanos, etc.);
3. crises interplanetárias (meteoros, tempestades solares, etc.);
4. deslizamentos de terra;

Catástrofes provocadas pela humanidade
1. Desastres industriais;
2. Vazamento de produtos químicos;
3. liberação de materiais radioativos;
4. contaminação biológica;
5. guerra nuclear, química ou biológica;

Ruptura na ordem social e política
1. golpes de Estado violentos;
2. explosão da violência urbana;
3. guerra civil;
4. governos opressivos;

Colapso geral da sociedade
1. ausência de governo e instituições que estabeleçam a ordem;
2. ruptura dos serviços públicos essenciais (energia elétrica, comunicações, saúde, policiamento, etc.);
3. ausência de bens de primeira necessidade (água, comida, combustível, roupas, medicamentos, etc.);

Colapso da economia
1. captura do dinheiro nos bancos;
2. ausência de crédito;
3. hiperinflação;
4. recessão;

Emergências sanitárias
1. pandemia;
2. epidemias;

Evento apocalíptico inexplicável
1. invasão alienígena;
2. ira divina;
3. zumbis.

## Preparações comuns

### Curto prazo
Se caracteriza por mochilas, quando o holocausto em questão tem características não duradouras, os equipamentos e suprimentos podem ser carregados em mochilas.

### Longo prazo
Se caracteriza por hortas, quando o colapso tem características duradouras o sobrevivencialista pensa em plantar sua própria comida, cria sua própria iluminação etc.

## Terminologia sobrevivencialista
- TEOTWAWKI (The End Of The World As We Know It) - O fim do mundo como conhecemos,;
- EDC: Everyday carry.
- SHTF: Shit Hits The Fan.

## Treinamentos e preparações governamentais
Alguns governos tem encorajado os cidadãos a se preparar para situações de emergência, incluindo situações que possam resultar na quebra da infraestrutura. O governo da Suíça com seu antigo sistema de milícia,  é um dos mais preparados. Um esforço inicial da defesa civil dos Estados Unidos nas décadas de 1950 e 1960 foi interrompido nos anos 1970. Esse esforço incluída a designação de estruturas como abrigos oficiais, e exercícios de duck and cover nas escolas. Um manual publicado pelo Gabinete Executivo do Presidente dos Estados Unidos pouco após o início da Guerra Fria chamado Survival Under Atomic Attack descreve a natureza das iniciativas da defesa civil da época.

## Sobrevivencialismo no mundo
A preparação individual ou grupos e fórums de sobrevivencialismo (tanto formal como informal) são populares ao redor do mundo, mais visivelmente na Alemanha (normalmente organizado como clube de "adventuresport"), Austrália, Bélgica, Canadá, Estados Unidos, França, Nova Zelândia, Noruega, Rússia, Reino Unido, Espanha, Suécia, e Portugal. 

## Sobrevivencialismo no Brasil
O sobrevivencialismo no Brasil está presente por estes termos desde 2010 com a abertura de sites e a publicação de livros, o que trouxe novos adeptos para a prática.
O Brasil é um país com diversos desastres e catástrofes naturais, áreas de seca, violência urbana e crises financeiras em larga escala, segundo sites especializados, hoje são cerca de 50 mil praticantes no Brasil e este número tende a crescer com o aumento da crise no país.

## Sobrevivencialismo na ficção
O sobrevivencialismo, e seus temas, tem sido retratados na ficção na literatura, nos filmes, e na mídia eletrônica. O gênero sobrevivencialismo se tornou particularmente influente com o advento das armas nucleares, e o potencial para o colapso da sociedade a luz da Guerra Fria.